# Chapelle Notre-Dame-de-la-Sagesse
Pour les articles homonymes, voir Notre-Dame de la Sagesse.
La chapelle Notre-Dame-de-la-Sagesse est une église située dans l'opération d'aménagement Paris Rive Gauche, dans le 13e arrondissement de Paris. 
En 2011, l'édifice a été labellisé « Patrimoine du XXe siècle ».

## Localisation
L'église est située dans le quartier de la Gare du 13e arrondissement, à l'intersection de la rue Abel-Gance et de la rue Fernand-Braudel. La place Jean-Vilar constitue en quelque sorte son parvis. Elle donne sur un jardin public, le jardin James-Joyce.

## Histoire
La construction de cet édifice au cœur de Paris Rive Gauche était un souhait de l'aménageur de cette ZAC, la SEMAPA, qui vendit le terrain au diocèse.
Dessinée par Pierre-Louis Faloci et achevée en 2000, c'est la dernière église à avoir été construite en France au XXe siècle. Les travaux ont été retardés par la chute d'une grue lors de la tempête de décembre 1999. Elle a été consacrée le 16 septembre 2000 par Jean-Marie Lustiger.

## Description
Elle est moins haute que tous les bâtiments environnants, avec lesquels elle contraste aussi par le rouge de ses briques et par le jardin James-Joyce sur lequel elle donne ; celui-ci crée néanmoins dans le même temps une cohérence avec le parc intérieur de la Bibliothèque François-Mitterrand toute proche.
Sa structure en béton armé a été réalisée avec un béton autoplaçant.

## Intérieur
Son intérieur est un hommage à la chapelle Notre-Dame-du-Haut de Ronchamp, dessinée par Le Corbusier. Très dépouillé, il fait appel au béton brut, au granit rouge de Suède et au bois.
De chaque côté de la nef, deux chemins symboliques se dessinent, depuis l'entrée vers l'autel :
- À gauche, le chemin des baptisés : le long d'une cloison en verre, se succèdent quatre chapelles latérales, accueillant les fonts baptismaux, la table des saintes huiles, le cierge pascal, et une haute feuille de marbre symbolisant l'aube blanche des baptisés.
Sur cette moitié gauche, les bancs sont absents, laissant entrer la lumière[10].
- À droite, le chemin du pardon : la chapelle de la Réconciliation, située sous le clocher, précède sept fentes dans le mur, accueillant les sept dernières paroles du Christ.

Au centre, une allée couverte de granit poli reflétant la lumière, descend en pente douce vers l'autel.
Sur un mur est affiché une icône de Thérèse de Lisieux.

Intérieur de l'édifice
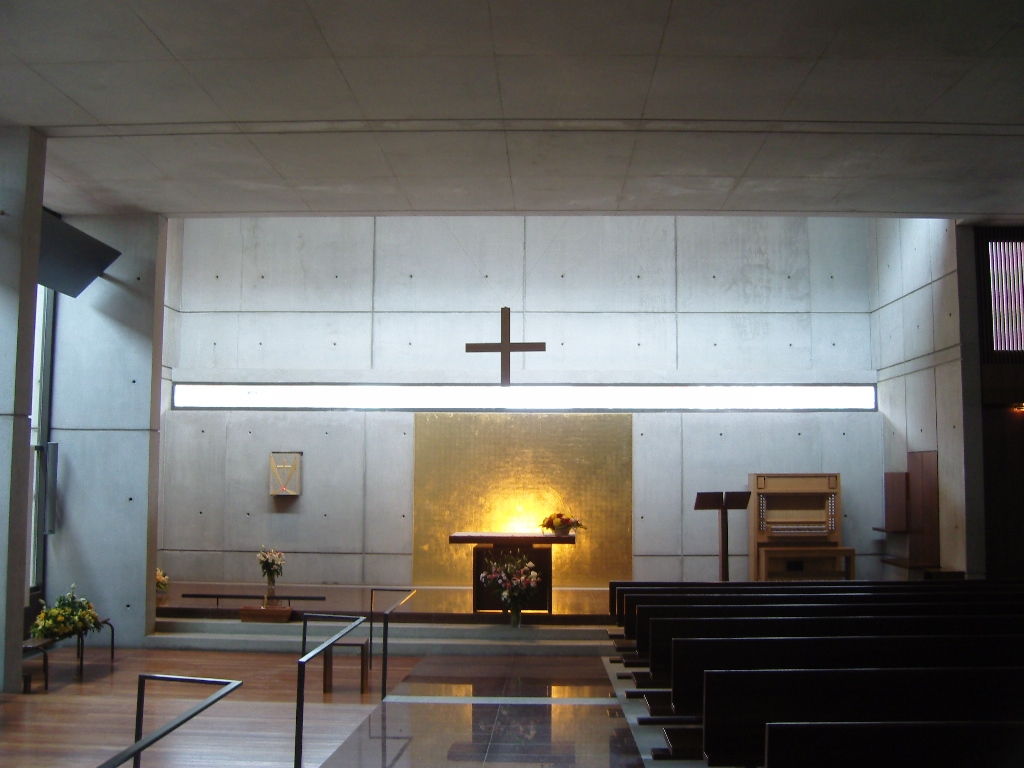
Nef et autel.
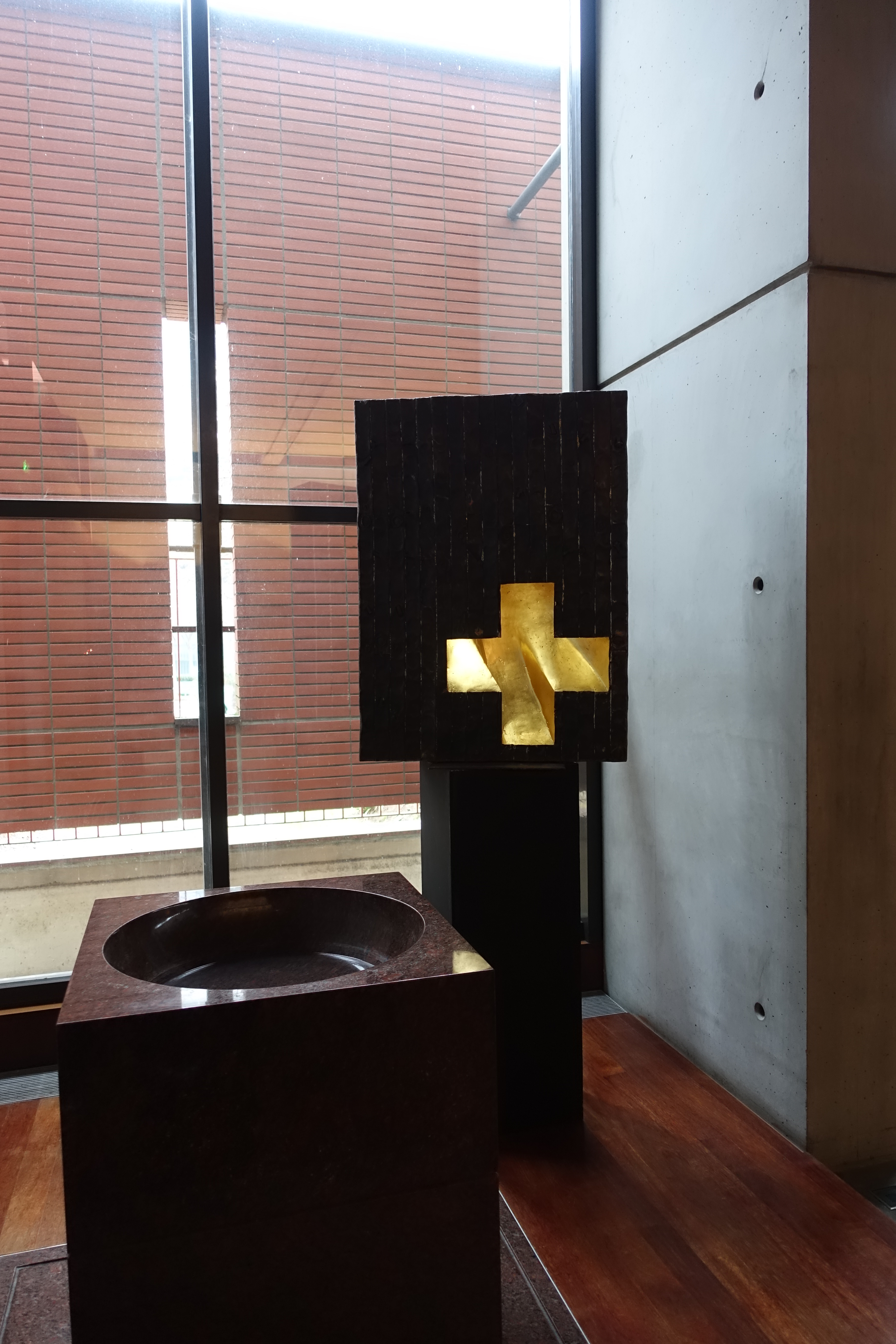
Fonts baptismaux.
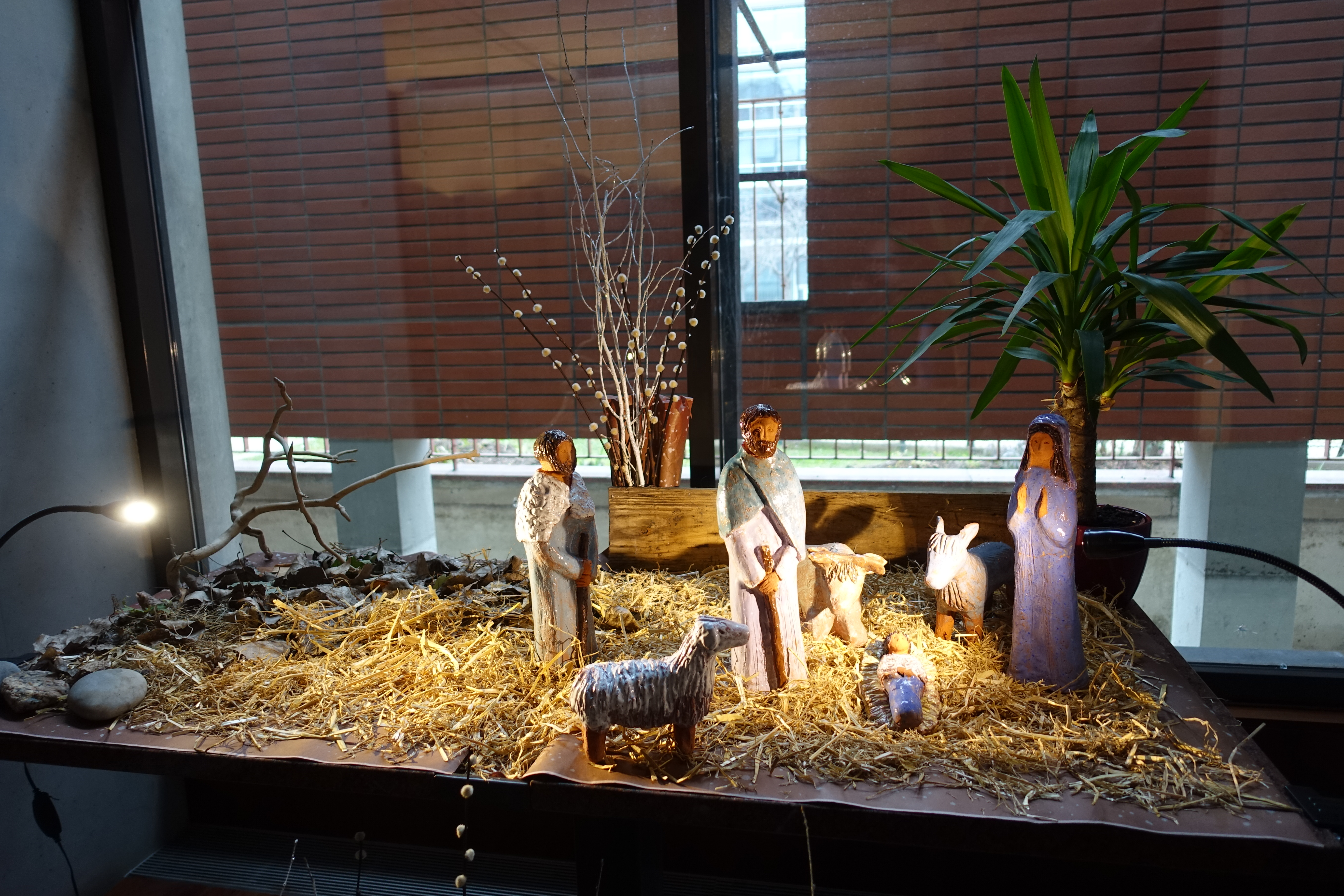
Crèche de Noël.